# Amnesiac
Amnesiac is het 5de album van de Engelse band Radiohead. Vaak wordt het album vergeleken met de voorganger Kid A, de albums zijn ook opgenomen in dezelfde periode en tussen de verschijningsdata zat slechts ongeveer een half jaar. Toch is er een groot verschil tussen beide albums. Thom Yorke noemde in een interview Kid A als het kijken naar een groot vuur vanaf een afstand, terwijl je het gevoel heb dat je bij Amnesiac midden in het vuur zit. 

## Tracks
Alle nummers zijn geschreven door Radiohead.
1. Packt Like Sardines in a Crushd Tin Box – 4:00
2. Pyramid Song – 4:49
3. Pulk/Pull Revolving Doors – 4:07
4. You and Whose Army? – 3:11
5. I Might Be Wrong – 4:54
6. Knives Out – 4:15
7. Morning Bell – 3:14
8. Dollars and Cents – 4:52
9. Hunting Bears - 2:01
10. Like Spinning Plates – 3:57
11. Life in a Glasshouse – 4:34